# Fritz Kaufmann (sciatore)
Fritz Kaufmann (Grindelwald, 15 aprile 1905 – 1941) è stato un saltatore con gli sci svizzero.
Partecipò ai III Giochi olimpici invernali del 1932.